# Kurt Koch
Kurt Koch (Emmenbrücke, 15. ožujka 1950.) švicarski je prelat Katoličke Crkve. Kardinal je od studenoga 2010., a od 1. srpnja 2010. predsjednik Dikasterija za promicanje jedinstva kršćana. Bio je biskup Basela od 1996. do 2010. godine.
Bio je jedan od kardinala izbornika koji su sudjelovali na papinskoj konklavi 2013. godine na kojoj je izabran papa Franjo.
U subotu, 30. studenog 2013., papa Franjo imenovao je kardinala Kocha članom Kongregacije za katolički odgoj. Također je imenovan članom Kongregacije za biskupe.